# Momentum longipalpis
Momentum longipalpis is een keversoort uit de familie ruighaarkevers (Dryopidae). De wetenschappelijke naam van de soort werd in 1998 gepubliceerd door Kodada.